# Circuitos e conjuntos de números naturais
Circuitos sobre números naturais são um modelo matemático utilizado no estudo da teoria da complexidade computacional. Eles são um caso especial de circuitos. O objeto é classificado como grafo acíclicos dirigidos a nós do que avaliar os conjuntos dos números naturais, as folhas são conjuntos finitos, e as portas são operações de conjuntos ou operações aritméticas.
Como um problema algorítmico, o problema é descobrir se um dado número natural é um elemento do nó de saída ou se dois circuitos calculam o mesmo conjunto. Decidibilidade é ainda uma questão em aberto.

## Definição Formal
Um circuito de número natural é um circuito, isto é, um grafos acíclicos dirigidos classificado de grau 2 no máximo. Os nós de grau 0, as folhas, são finitos conjuntos de números naturais, as classificações dos nós de grau 1 são −, onde {\displaystyle } e as classificações dos nós de grau 2 são de +, ×, ∪ e ∩, onde {\displaystyle }, {\displaystyle } e ∪ e ∩ com o habitual conjunto de significado.
O subconjunto de circuitos que não usam todos as possível classificações são também estudados.

### Problemas algorítmicos
Pode-se perguntar:
- É dado número n de um membro do nó de saída.
- É o nó de saída vazio, não contêm um elemento específico, é igual a {\displaystyle }?
- Um nó é um subconjunto do outro.

Para circuitos que usam todas as classificações, todos esse problemas são equivalentes.

#### Prova
O primeiro problema é redutível ao segundo, tomando o ponto de intersecção do porta de saída e a de n. De fato, a nova saída estará vazio se e somente se n não era um elemento da porta de saída anterior.
O primeiro problema é redutível ao terceiro, perguntando se o nó n é um subconjunto do nó de saída.
O segundo problema é redutível ao primeiro, basta multiplicar a porta de saída por 0, 0 vai ser na saída da porta se, e somente se, a antiga porta de saída não estava vazia.
O terceiro problema é redutível ao segundo, verificando se A é um subconjunto de B é equivalente a perguntar se existe um elemento em {\displaystyle }.

### Restrições
Deixe O ser um subconjunto de {∪,∩,−,+,×}, então chamamos MC(O) o problema de se encontrar um número natural é dentro da porta de saída de um circuito de portas' descrições dos que estão em O e MF(O) o mesmo problema com a restrição de que o circuito deve ser uma árvore.

### Crescimento rápido de conjunto
Uma dificuldade vem do fato de que o complemento de um conjunto finito é infinita, e um computador tem apenas uma memória finita. Mas, mesmo sem a complementação, pode-se criar uma função exponencial dupla de números. Deixe {\displaystyle }e , em seguida, pode-se facilmente provar por indução em {\displaystyle } que {\displaystyle } , de fato, {\displaystyle } e por indução {\displaystyle }.
E mesmo uma função exponencial dupla—tamanho de conjunto: deixe{\displaystyle S_{0}=\{0,1,2\},S_{i+1}=(S_{i}\times S_{i})+S_{i}}, em seguida{\displaystyle \{x|0<x<2^{2^{i}}\}\subset S_{i}}, isto é {\displaystyle S_{i}} contém {\displaystyle 2^{2^{i}}} primeiros números. 
Mais uma vez isso pode ser provado por indução sobre {\displaystyle i},isso é verdade para {\displaystyle S_{0}} por definição e deixe {\displaystyle x\in \{x|0<x<2^{2^{i+1}}\}}, dividindo {\displaystyle x} por {\displaystyle 2^{2^{i}}} nós vemos que pode ser escrito como {\displaystyle x=2^{2^{i}}\times d+r} onde {\displaystyle d,r<2^{2^{i}}}, e por indução, {\displaystyle 2^{2^{i}},d} e {\displaystyle r} estão dentro de  {\displaystyle S_{i}}, assim certamente {\displaystyle x\in (S_{i}\times S_{i})+S_{i}}.
Estes exemplos explicam por que a adição e a multiplicação são o suficiente para criar problemas de alta complexidade.

## Resultados de complexidade

### A associação problema
O problema de associação pede-se, dado um elemento n e um circuito, n é a porta de saída do circuito.
Quando a classe de portas autorizadas é restrita , o problema de adesão está dentro classes de complexidade bem conhecidas.
| O         | MC(O)                                                                         | MF(O)           |
| --------- | ----------------------------------------------------------------------------- | --------------- |
| ∪,∩,−,+,× | NEXPTIME-difícil Decidíveis com uma máquina oráculo para o problema da parada | PSPACE-difícil  |
| ∪,∩,+,×   | NEXPTIME-completo                                                             | NP-completo     |
| ∪,+,×     | PSPACE-completo                                                               | NP-completo     |
| ∩,+,×     | P-difícil, em co-R                                                            | LOGCFL          |
| +,×       | P-completo                                                                    | L-completo      |
| ∪,∩,−,+   | PSPACE-completo                                                               | PSPACE-completo |
| ∪,∩,+     | PSPACE-completo                                                               | NP-completo     |
| ∪,+       | NP-completo                                                                   | NP-completo     |
| ∩,+       | C=L-completo                                                                  | L-completo      |
| +         | C=L-completo                                                                  | L-completo      |
| ∪,∩,−,×   | PSPACE-completo                                                               | PSPACE-completo |
| ∪,∩,×     | PSPACE-completo                                                               | NP-completo     |
| ∪,×       | NP-completo                                                                   | NP-completo     |
| ∩,×       | C=L-difícil, em P                                                             | L-completo      |
| ×         | NL-completo                                                                   | L-completo      |
| ∪,∩,−     | P-completo                                                                    | NC1-completo    |
| ∪,∩       | P-completo                                                                    | L-completo      |
| ∪         | NL-completo                                                                   | L-completo      |
| ∩         | NL-completo                                                                   | L-completo      |

### Problema de equivalência
A equivalência problema pergunta se, dadas duas portas de um circuito, elas avaliam para o mesmo conjunto.
Quando a classe de portas autorizadas é restrita , o problema de equivalência está dentro classes de complexidade bem conhecidas . Chamamos EC(O) e EF(O) o problema de equivalência através de circuitos e fórmulas das portas que estão em O.
| O         | EC(O)                                                                         | EF(O)                                                                       |
| --------- | ----------------------------------------------------------------------------- | --------------------------------------------------------------------------- |
| ∪,∩,−,+,× | NEXPTIME-difícil Decidíveis com uma máquina oráculo para o problema da parada | PSPACE-difícil Decidíveis com uma máquina oráculo para o problema da parada |
| ∪,∩,+,×   | NEXPTIME-difícil, em coNEXPNP                                                 | ΠP2-completo                                                                |
| ∪,+,×     | NEXPTIME-difícil, em coNEXPNP                                                 | ΠP2-completo                                                                |
| ∩,+,×     | P-difícil, em BPP                                                             | L-difícil, em LOGCFL                                                        |
| +,×       | L-difícil, em LOGCFL                                                          | P-difícil, em coRP                                                          |
| ∪,∩,−,+   | PSPACE-completo                                                               | PSPACE-completo                                                             |
| ∪,∩,+     | PSPACE-completo                                                               | ΠP2-completo                                                                |
| ∪,+       | ΠP2-completo                                                                  | ΠP2-completo                                                                |
| ∩,+       | coC=L(2)-completo                                                             | L-completo                                                                  |
| +         | C=L-completo                                                                  | L-completo                                                                  |
| ∪,∩,−,×   | PSPACE-completo                                                               | PSPACE-completo                                                             |
| ∪,∩,×     | PSPACE-completo                                                               | ΠP2-completo                                                                |
| ∪,×       | ΠP2-completo                                                                  | ΠP2-completo                                                                |
| ∩,×       | coC=L(2)-difícil, em P                                                        | L-completo                                                                  |
| ×         | C=L-difícil, em P                                                             | L-completo                                                                  |
| ∪,∩,−     | P-completo                                                                    | L-completo                                                                  |
| ∪,∩       | P-completo                                                                    | L-completo                                                                  |
| ∪         | NL-completo                                                                   | L-completo                                                                  |
| ∩         | NL-completo                                                                   | L-completo                                                                  |